# جو ویلیامز (سیاستمدار جزایر کوک)
جو ویلیامز (انگلیسی: Joe Williams; زاده ۴ اکتبر ۱۹۳۴ – درگذشته ۴ سپتامبر ۲۰۲۰) پزشک و سیاستمدار اهل جزایر کوک بود.
جو ویلیامز در ۴ سپتامبر ۲۰۲۰، بر اثر ابتلا به بیماری کروناویروس ۲۰۱۹ در سن ۸۵ سالگی در نیوزیلند درگذشت.